# Obsidian
Obsidian je vulkansko steklo, ki nastane, kadar se felzična lava ohladi tako hitro, da minerali ne morejo izkristaliti.
Obsidian običajno nastaja v riolitskih (ali obsidianskih) lavnih tokovih, ki imajo zaradi visoke vsebnosti kremena visoko stopnjo polimerizacije in visoko viskoznost, ki omejita gibljivost atomov in preprečita rast kristalov. Robovi rezil iz obsidiana lahko zaradi pomanjkanja kristalne strukture  dosežejo skoraj molekularno debelino. Obsidian se je zato že v davnini uporabljal za izdelavo rezil in konic puščic, v sodobnem času pa se uporablja za izdelavo rezil kirurških nožev.

## Izvor imena
Plinij starejši je v svojem enciklopedičnem delu Naturalis Historia (Zgodovina narave) vulkansko steklo zaradi podobnosti s kamnom, ki ga je v Etiopiji našel nek Obsi, imenoval obsidianus.

## Lastnosti
Obsidian je podoben mineralu, vendar ni pravi mineral, ker nima kristalne strukture. Poleg tega ima tudi zelo kompleksno sestavo, ki ne ustreza sestavi enega samega minerala. V preteklosti so ga zato prištevali k mineraloidom.
Obsidian je običajno temno obarvan in podoben mafičnim kamninam, na primer bazaltu, vendar je njegova sestava v resnici ekstremno felzična. Sestavljen je večinoma iz silicijevega dioksida (SiO2), običajno 70% ali več. Med kristalinične kamnine z obsidiansko sestavo spadata granit in riolit.
Obsidian je na Zemljini površini metastabilen in se sčasoma pretvori v finozrnate kristale, zato noben obsidian ni starejši od obdobja krede. Preperevanje obsidiana pospeši voda. Svež obsidian vsebuje manj kot 1% vode, pod vplivom površinske vode pa se postopoma hidratizira in pretvarja v perlit.
Za tektite, nekaj centimetrov velike kamne iz naravnega stekla, so nekoč menili, da so nastali v ognjeniških izbruhih na Luni. Nekateri znanstveniki se s to trditvijo še vedno strinjajo.
Čisti obsidian je običajno temne barve, vendar je njegova barva odvisna od prisotnih nečistoč:  železo in magnezij ga obarvata po navadi v temno zeleno do rjavo do črno barvo. Zelo malo vzorcev je tudi skoraj brezbarvnih. V nekaterih kamnih so vključki majhnih belih radialno razporejenih kristalov kristobalita, ki na črni podlagi izgledajo kot snežinke (snežni obsidian). Obsidian lahko vsebuje tudi plinske mehurčke, ki so porazdeljeni po plasteh, ki jih je ustvarila lava, preden se je strdila. Mehurčki lahko ustvarijo zanimive efekte, na primer zlat sijaj (sijajni obsidian)  ali mavrično prelivanje barv (mavrični obsidian).

## Nahajališča
Nahajališča obsidiana so področja z riolitskimi ognjeniškimi izbruhi v Argentini, Armeniji, Kanadi, Čilu, Grčiji, Gvatemali, Islandiji, Italiji, Japonski, Keniji, Mehiki, Novi Zelandiji, Peruju, Škotski in ZDA.

## Uporaba
Obsidian je bil že v kameni dobi zelo cenjena kamnina, ki se je podobno kot kremen lahko lomil v ostra rezila in konice puščic in gladil za ogledala. Sodobni arheologi so razvili sistem relativnega datiranja, ki temelji na stopnji njegove hidratacije in omogoča izračun starosti izdelkov.
Obsidian se še vedno uporablja za izdelavo rezil kirurških nožev, ker je ostrejši od najbolj kakovostnega jekla, saj je rezilni rob noža iz obsidiana debel samo približno 3 nanometre. Tudi najostrejši jeklen nož je žagast, nož iz obsidiana pa je gladek in raven. Študije na skupini podgan so odkrile, da rezi z obsidianovim nožem povzročajo ožje brazgotine, manj vnetij in manjšo zrnatost tkiva.
Obsidian se uporablja tudi kot poldrag kamen za izdelavo nakita. Njegov videz je odvisen od smeri brušenja: lahko je črn ali bleščeče siv. Apaške solze so majhna zaobljena zrna obsidiana, vraščena v sivkasto bel perlit.